# Distretto di Glaro
Il distretto di Glaro è un distretto della Liberia facente parte della contea di River Gee.